# Меріленд-Сіті (Меріленд)
Меріленд-Сіті (англ. Maryland City) — переписна місцевість (CDP) в США, в окрузі Енн-Арундел штату Меріленд. Населення — 19 153 особи (2020).

## Географія
Меріленд-Сіті розташований за координатами 39°6′6″ пн. ш. 76°48′18″ зх. д. / 39.10167° пн. ш. 76.80500° зх. д. (39.101566, -76.805112).  За даними Бюро перепису населення США в 2010 році переписна місцевість мала площу 20,03 км², уся площа — суходіл.

## Демографія
Згідно з переписом 2010 року, у переписній місцевості мешкали 16 093 особи в 6285 домогосподарствах у складі 3937 родин. Густота населення становила 803 особи/км².  Було 6615 помешкань (330/км²).
Расовий склад населення:
| - 42,1 % — чорних або афроамериканців - 39,0 % — білих - 8,3 % — азіатів - 0,2 % — корінних американців - 6,2 % — осіб інших рас |

До двох чи більше рас належало 4,1 %. Частка іспаномовних становила 13,4 % від усіх жителів.
За віковим діапазоном населення розподілялося таким чином: 24,2 % — особи молодші 18 років, 69,6 % — особи у віці 18—64 років, 6,2 % — особи у віці 65 років та старші. Медіана віку мешканця становила 33,7 року. На 100 осіб жіночої статі у переписній місцевості припадало 91,0 чоловіків;  на 100 жінок у віці від 18 років та старших — 86,9 чоловіків також старших 18 років.
Середній дохід на одне домашнє господарство  становив 111 536 доларів США (медіана — 99 839), а середній дохід на одну сім'ю — 114 919 доларів (медіана — 99 605). Медіана доходів становила 63 472 долари для чоловіків та 61 198 доларів для жінок. За межею бідності перебувало 3,1 % осіб, у тому числі 2,1 % дітей у віці до 18 років та 4,3 % осіб у віці 65 років та старших.
Цивільне працевлаштоване населення становило 10 313 особи. Основні галузі зайнятості: публічна адміністрація — 19,8 %, освіта, охорона здоров'я та соціальна допомога — 18,5 %, науковці, спеціалісти, менеджери — 17,5 %.